# Kotzebue (Alaska)
Kotzebue es una ciudad ubicada en el borough de Northwest Arctic en el estado estadounidense de Alaska. En el Censo de 2010 tenía una población de 3201 habitantes y una densidad poblacional de 43,21 personas por km².

## Geografía
Kotzebue se encuentra en las coordenadas 66°53′54″N 162°35′48″O / 66.89833, -162.59667. Según la Oficina del Censo de los Estados Unidos, Kotzebue tiene una superficie total de 74.07 km², de la cual 69.72 km² corresponden a tierra firme y (5.87%) 4.35 km² es agua.

## Demografía
Según el censo de 2010, había 3201 personas residiendo en Kotzebue. La densidad de población era de 43,21 hab./km². De los 3201 habitantes, Kotzebue estaba compuesto por el 16% blancos, el 0.91% eran afroamericanos, el 73.57% eran amerindios, el 1.25% eran asiáticos, el 0.34% eran isleños del Pacífico, el 0.37% eran de otras razas y el 7.56% pertenecían a dos o más razas. Del total de la población el 1.34% eran hispanos o latinos de cualquier raza.

## Localidades adyacentes
El siguiente diagrama muestra a las localidades más próximas a Kotzebue.